# Ludwig von Halem
Ludwig Wilhelm Christian von Halem (* 3. September 1758 in Oldenburg (Oldb); † 5. Juni 1839 ebenda) war ein deutscher Hofrat und Bibliothekar in Diensten des Großherzogtums Oldenburg.

## Leben
Halem wurde im damals zu Dänemark gehörenden Oldenburg geboren. Seine Eltern waren der Stadtsyndikus und Justizrat Anton Wilhelm von Halem (1711–1771) und dessen Ehefrau Magdalena Sophia Wardenburg (1733–1809). Er war damit Angehöriger des briefadeligen Geschlechts von Halem, der Erste Regierungsrat des Fürstentums Lübeck und Schriftsteller Gerhard Anton von Halem (1752–1819) sowie der Beamte und Übersetzer Bernhard Jacob Friedrich von Halem waren seine Brüder.
Halem besuchte das Gymnasium in Oldenburg und studierte von 1776 bis 1779 Theologie und Philologie an den Universitäten Halle und Göttingen. Seit 1780 war er als Hauslehrer in Den Haag und seit 1783 in Estland tätig. Im Juni 1786 erhielt er die Stelle eines Kabinetts- und Privatsekretärs des Herzogs Peter Friedrich Ludwig. Schon nach wenigen Jahren wurde er seiner Pflichten als Kabinettssekretär enthoben und 1792 zum Leiter der neugegründeten Herzoglichen öffentlichen Bibliothek in Oldenburg ernannt.
Halem bemühte sich um die Ergänzung und den Ausbau der Bibliothek, deren Bestände er der Öffentlichkeit in einer auf eigene Kosten herausgegebenen Zeitschrift vorzustellen begann. Finanzielle Verluste veranlassten ihn 1810 allerdings, sein Amt aufzugeben und die Stelle eines Auktionsverwalters in Ovelgönne anzunehmen, die er bereits im folgenden Jahr nach der französischen Okkupation wieder verlor. Bis 1814 schlug er sich kümmerlich als Notar in Ovelgönne und Oldenburg durch und wurde danach wieder zum Bibliothekar ernannt, wobei allerdings sein Aufgabenkreis wesentlich erweitert und verändert wurde. Aus politischen und finanziellen Gründen übertrug der Herzog die Redaktion der staatlich-herausgegebenen Presseorgane und Publikationen dem Bibliothekar, der auch die Funktion des Zensors übernahm. Halem redigierte entsprechend in den nächsten Jahren den Oldenburgischen Staatskalender, die Oldenburgische Zeitung, die Oldenburgischen Blätter und die Oldenburgischen wöchentlichen Anzeigen und konnte sich daher nur noch nebenamtlich als Bibliothekar betätigen. 1834 wurde zu seiner Entlastung der Oberamtmann Christian Friedrich Strackerjan nach Oldenburg versetzt, der ihm die Pressearbeit abnahm. Als Bibliothekar und Zeitungsherausgeber spielte Halem eine wichtige Rolle im geistigen und kulturellen Leben Oldenburgs. Seit 1783 war er Mitglied der von seinem älteren Bruder Gerhard Anton von Halem gegründeten Literarischen Gesellschaft, die ihn 1816 zu ihrem Secretarius perpetuus wählte. Seit 1783 gehörte er auch der Freimaurerloge Zum goldenen Hirsch an, die er als Meister vom Stuhl von 1793 bis 1833 leitete. 1818 trat er der neugegründeten Oldenburgischen Landwirtschaftsgesellschaft bei, übernahm bis 1833 deren Sekretariatsgeschäfte und stellte ihr die Oldenburgischen Blätter als Publikationsorgan zur Verfügung.
Halem veröffentlichte zahlreiche Zeitschriftenaufsätze, in denen er sich vor allem mit Themen der oldenburgischen Geschichte und Vorgeschichte beschäftigte. Krankheiten und zunehmende Altersschwäche zwangen ihn seit 1830, seine Tätigkeiten allmählich einzuschränken. Seit 1835 war er infolge eines Schlaganfalls gelähmt.

## Familie
Halem heiratete am 8. Februar 1788 Sophie Elisabeth Wilhelmine geb. Römer († 1810), Tochter des Postmeisters Diedrich Christian Römer (1702–1777) und der Marie Wilhelmine geb. von Halem († 1784) und Schwester des späteren Kammerdirektors Diedrich Christian Römer (1748–1819). Das Ehepaar hatte acht Kinder, von denen nur vier die Eltern überlebten.

## Werk
- Bibliographische Unterhaltungen. 2 Bde. Oldenburg. 1794 und 1796.